# Абат Бесленей
Абат Бесленей (он же Бейслан) Убашевич (прим. 1775—1837) — выдающийся политический деятель Черкесии. С молодых лет принимал активное участие в общественной и политической жизни Черкесии. Прапорщик (30.11.1830), происходил из шапсугских старшин (узденей-тлекотлеш).

## Биография
Родился в Шапсугии, воспитывался у бесленеевцев от чего и был назван Бесланеем. Его род утратил власть в результате демократического переворота в конце XVIII в. Главной целью его жизни стала идея восстановления власти дворян в Шапсугии, Натухае и Абадзехии. Для её достижения он установил контакты с князьями «аристократических» субэтносов, представителями России, Османской империи и Великобритании, а также принял участие в сложных политических интригах.
В 1825 году побывал в Турции, чтобы искать поддержки у османских властей, однако никакой реальной помощи не получил. Дальнейшая политическая карьера Абата была прервана после обнародования в Шапсугии факта тайного провода ими через Черкесию российского разведчика Новицкого в 1828 году. Эти действия были восприняты в Шапсугии как предательские, что и привело к его изгнанию. После 1829 году он перешёл на сторону России. За отличие в составе Закубанской экспедиции генерала Эммануэля произведён в офицерское звание прапорщика в 1830 году.
В 1834 году в Санкт-Петербурге встречался с императором Николаем I. Также встречался и с шефом жандармов графом А. X. Бенкендорфом. В российской столице всячески поддерживалась его идея о восстановлении власти дворянства. Персонаж адыгской песни-плача «Измена Абат», очерка Султан Хан-Гирея- «Беслиний Абат».. Высоко почитался и у абхазов, является центральным героем абхазской героической песни «Абатаа Беслан»